# Бауц, Эрих
Эрих Бауц (нем. Erich Bautz; род. 26 мая 1913 года в Дортмунде, Германия — ум. 17 ноября 1986 года в Дортмунде, Германия) — немецкий шоссейный велогонщик, выступавший с 1935 по 1957 год. Трёхкратный чемпион Германии. Победитель Тура Германии-1947.

## Достижения
1933
1-й Тур Кёльна – любители
1936
1-й Тур Кёльна
1-й Тур Хайнлейте
2-й Чемпионат Германии
1937
1-й  Чемпионат Германии
9-й Тур де Франс
1-й — Этапы 4 и 17a
1-й — Этап 8 Тур Германии
1-й — Этап 4 Тур Люксембурга
3-й Тур Берлина
1938
1-й — Этапы 5 и 13 Тур Германии
2-й Тур Хайнлейте
1939
1-й — Этап 8 Тур Германии
1941
1-й  Чемпионат Германии
2-й Тур Люксембурга
1947
1-й Тур Германии
1-й — Этап 5
1948
1-й Тур Германии
1-й — Этапы 6 и 10
2-й Тур Кёльна
1950
1-й  Чемпионат Германии